# Бхатпара
Бхатпа́ра — город в штате Западная Бенгалия, Индия. Входит в состав округа Северные 24 парганы, а внутри него — в подокруг Барракпур. Население — 383 762 чел. (по данным переписи 2011 года).

## География
Город расположен на востоке страны, на берегу реки Хугли, являющейся одним из рукавов Ганга.

## Население
По данным переписи 2011 года, население города составляло 383 762 чел. Для сравнения, в 1991 году — 304 952 человека. Плотность населения очень высока — 15 480 чел./км².
Доля грамотных — 79,63 %. Соотношение полов — 55 % (мужчины) и 45 % (женщины).

## Экономика
Город является центром производства джута, хлопчатобумажных тканей и бумаги.
В последние годы развивается сектор мелкого предпринимательства; немалое число жителей города ездит на заработки в Калькутту.

## Культура
В городе ежегодно проходит Дурга-пуджа — фестиваль поклонения богине индуизма Дурге. Также в Бхатпаре отмечают Ганеша-чатуртхи и ряд других индуистских праздников.